# فصل (فیلم ۱۹۸۹)
«فصل» (انگلیسی: Season (film)) یک فیلم است که در سال ۱۹۸۹ منتشر شد.